# Mariem Houij
Mariem "Maryama" Houij (sinh ngày 8 tháng 8 năm 1994) là một tiền đạo bóng đá nữ Tunisia hiện đang chơi trong Giải bóng đá đầu tiên nữ Thổ Nhĩ Kỳ cho Ataşehir Belediyespor với áo số 10.

## Cuộc sống riêng tư
Mariem Houij sinh ra ở Sousse, Tunisia vào ngày 8 tháng 8 năm 1994.

## Sự nghiệp thi đấu

### Câu lạc bộ
Cô chơi ở Championnat de France de Football Féminine de Division 2 - Bảng B cho câu lạc bộ Pháp FC Vendenheim. Cô đã giới hạn trong 13 trận đấu trong mùa giải 201718.
Houij gia nhập đội bóng có trụ sở tại Istanbul Ataşehir Belediyespor vào ngày 20 tháng 7 năm 2018. Cô đã tham gia vòng loại UEFA Women Champions League 2018-19. Cô đã chơi trong cả ba trận đấu của vòng loại, và ghi được hai bàn thắng.
| Ngày                     | Địa điểm                                     | Đối thủ                       | Giải đấu                          | Tỉ số                | Ghi bàn              |
| Ataşehir Beledyespor     | Ataşehir Beledyespor                         | Ataşehir Beledyespor          | Ataşehir Beledyespor              | Ataşehir Beledyespor | Ataşehir Beledyespor |
| ------------------------ | -------------------------------------------- | ----------------------------- | --------------------------------- | -------------------- | -------------------- |
| Ngày 13 tháng 8 năm 2018 | III. Kerületi TVE Stadion, Budapest, Hungary | liên_kết=\|viền KFF Mitrovica | Giải vô địch bóng đá nữ UEFA 2018 | W 6-1                | 2                    |

### Quốc tế
Là thành viên của đội tuyển bóng đá quốc gia nữ Tunisia tại vòng loại Giải vô địch nữ châu Phi 2014, cô đã chơi trong cả hai trận đấu ở mỗi vòng đầu tiên và vòng hai và ghi được một bàn thắng.
| Ngày                               | Địa điểm                           | Đối thủ                            | Giải đấu                           | Kết quả                            | Ghi bàn                            |
| Đội tuyển bóng đá quốc gia Tunisia | Đội tuyển bóng đá quốc gia Tunisia | Đội tuyển bóng đá quốc gia Tunisia | Đội tuyển bóng đá quốc gia Tunisia | Đội tuyển bóng đá quốc gia Tunisia | Đội tuyển bóng đá quốc gia Tunisia |
| ---------------------------------- | ---------------------------------- | ---------------------------------- | ---------------------------------- | ---------------------------------- | ---------------------------------- |
| Ngày 1 tháng 3 năm 2014            | Stade 15 Octobre, Bizerte, Tunisia | liên_kết=\|viền Ai Cập             | Trình độ vô địch nữ châu Phi 2014  | D 2-2                              | 1                                  |

## Thống kê sự nghiệp
Kể từ trận đấu diễn ra ngày 17 tháng 3 năm 2019.
| Câu lạc bộ            | Mùa     | liên đoàn | liên đoàn | liên đoàn | Lục địa | Lục địa   | Quốc gia | Quốc gia  | Toàn bộ | Toàn bộ   |
| Câu lạc bộ            | Mùa     | Hạng đấu  | Số trận   | Bàn thắng | Số trận | Bàn thắng | Số trận  | Bàn thắng | Số trận | Bàn thắng |
| --------------------- | ------- | --------- | --------- | --------- | ------- | --------- | -------- | --------- | ------- | --------- |
| Ataşehir Belediyespor | 2018    | Giải nhất | 13        | 12        | 3       | 2         |          |           | 16      | 14        |
| Ataşehir Belediyespor | Toàn bộ | Toàn bộ   | 13        | 12        | 3       | 2         |          |           | 16      | 14        |